# Eurovision Young Musicians 2016
Der 18. Eurovision Young Musicians (EYM) fand am 3. September 2016 in Köln in Deutschland statt. Es war das dritte Mal, dass Deutschland den Wettbewerb austrug und das zweite Mal in Folge, dass er auf dem Roncalliplatz in Köln stattfand.

## Austragungsort
Am 9. Dezember 2014 bestätigte die EBU, dass Köln den Wettbewerb 2016 austrägt. Wie 2014 war wieder der Roncalliplatz vor dem Kölner Dom Austragungsort. Deutschland war bereits 2002 Gastgeber, als der Wettbewerb in Berlin stattfand.

## Format
Am 13. Oktober 2015 wurde bekannt gegeben, dass man das Halbfinale wieder einführen wolle. Es ersetzte die 2014 durchgeführte interne Vorrunde. Jedes Land trete im Halbfinale an, und nur die Besten würden es ins Finale schaffen. Das Halbfinale sollte am 28. und 29. August von 19 bis 21 Uhr, stattfinden. Außerdem erhielten die ersten drei Plätze, wie schon 2014 geschehen, Preise. Der erste Preis war mit 10.000,- Euro und mit einem Konzert mit dem WDR-Sinfonieorchester dotiert, der zweit Platzierte erhielt 7.000,- Euro und der Dritte 3.000,- Euro. Da jedoch nur elf Länder teilnahmen, wurden die Halbfinals eliminiert.
Die Solisten wurden vom WDR-Sinfonieorchester, unter der Leitung von Clemens Schuldt, begleitet.
Moderiert wurde die Sendung von Geiger Daniel Hope und WDR-Moderatorin Tamina Kallert.

## Jury
Die internationalen Jury bestand aus
- : Julian Rachlin (Vorsitz, Sieger 1988)
- : Alice Sara Ott
- : Andreas Martin Hofmeir
- : Tine Thing Helseth
- : Jonathan Cohen

## Teilnehmer

Länder, die 2016 teilnahmen
Länder, die in der Vergangenheit teilgenommen haben, jedoch nicht 2016

Insgesamt elf Länder nahmen teil, darunter erstmals San Marino. Griechenland, Moldau, Portugal und die Niederlande zogen sich vom Wettbewerb zurück. Zala Vidic aus Slowenien war die einzige Teilnehmerin im ansonsten männlichen Kandidatenfeld.

## Finale
Das Finale fand am 3. September 2016 statt.
| Platz | Startnr. | Land        | Interpret            | Instrument  | Beitrag                                                                            | Nationaler Vorentscheid           | Bild |
| ----- | -------- | ----------- | -------------------- | ----------- | ---------------------------------------------------------------------------------- | --------------------------------- | ---- |
| 01.   | 04       | Polen       | Łukasz Dyczko        | Saxophon    | Rhapsody pour Saxophone alto von André Waignein                                    | Młody Muzyk Roku                  |      |
| 02.   | 10       | Tschechien  | Robert Bílý          | Klavier     | Piano Concerto, op. 38, Allegro Molto von Samuel Barber                            | Nationaler Vorentscheid           |      |
| 03.   | 03       | Österreich  | Dominik Wagner       | Kontrabass  | Concerto for Double Bass and Orchestra, Allegro with cadenza von Sergei Kussewizki | Nationaler Vorentscheid           |      |
| –     | 09       | Deutschland | Raul Maria Dignola   | Horn        | Horn Concerto no. 2, Allegro Maestoso von Wolfgang Amadeus Mozart                  | interne Auswahl                   |      |
| –     | 07       | Kroatien    | Marko Martinović     | Bisernica   | Meditationen (from the Opera Thaïs) von Jules Massenet                             | Euroviziji mladih glazbenika 2016 |      |
| –     | 02       | Malta       | Dmitry Ischkanow     | Klavier     | Piano Concerto no. 3, op. 50, Allegro Molto von Dmitri Kabalewski                  | interne Auswahl                   |      |
| –     | 11       | Norwegen    | Ludvig Gudim         | Violine     | Carmen Fantasie von Franz Waxman                                                   | Virtuos 2016                      |      |
| –     | 08       | San Marino  | Francesco Stefanelli | Cello       | Cello Concerto Nr. 1, Allegretto von Dmitri Schostakowitsch                        | interne Auswahl                   |      |
| –     | 05       | Schweden    | Eliot Nordqvist      | Klavier     | Piano Concerto No. 2 in G minor, op. 22, Andante sostenuto von Camille Saint-Saëns | Polstjärnepriset                  |      |
| –     | 06       | Slowenien   | Zala Vidic           | Violoncello | Rococo Variations, VI: Andante, VII e coda: Allegro Vivo von Pjotr Tschaikowski    | Nationaler Vorentscheid           |      |
| –     | 01       | Ungarn      | Jakab Roland Attila  | Violine     | Zigeunerweisen op. 20, no. 1 von Pablo de Sarasate                                 | Virtuózok                         |      |

## Absagen
- Belgien: Am 20. Oktober 2015 gab VRT bekannt, dass Belgien 2016 nicht zurückkehren wird.[15]
- Griechenland: Das Land stand nicht auf der Teilnehmerliste.
- Israel: Am 19. Oktober 2015 gab IBA bekannt, dass Israel 2016 nicht zurückkehren wird.[16]
- Lettland: Am 15. Oktober 2015 gab LTV bekannt, dass Lettland 2016 nicht zurückkehren wird.[17]
- Moldau: Das Land stand nicht auf der Teilnehmerliste.
- Niederlande: Das Land stand nicht auf der Teilnehmerliste.
- Portugal: Das Land stand nicht auf der Teilnehmerliste.
- Zypern: Am 18. Oktober 2015 gab CyBC bekannt, dass Zypern 2016 nicht zurückkehren wird.[18]